# RPGamer
 (décembre 2018).
Si vous disposez d'ouvrages ou d'articles de référence ou si vous connaissez des sites web de qualité traitant du thème abordé ici, merci de compléter l'article en donnant les références utiles à sa vérifiabilité et en les liant à la section « Notes et références ».
RPGamer est un site d'actualités et d'informations sur le jeu vidéo de rôle. Il s'intéresse aux jeux toutes plates-formes et origines confondues, à ses produits dérivés, aux festivals de jeux et à l'industrie du jeu vidéo en général. Il présente régulièrement des tests et critiques sur des jeux et produits, organise des concours et réalise parfois des interviews.